# U-215
U-215 – niemiecki okręt podwodny (U-Boot) typu VII D z okresu II wojny światowej. Okręt wszedł do służby w 1941. Jedynym dowódcą był Kptlt. Fritz Hoeckner.

## Historia
Okręt odbył szkolenie w 5.Flotylli, od lipca 1942 włączony do 9. Flotylli jako okręt bojowy.
Okręt odbył jeden patrol bojowy; 3 lipca 1942 na wschód od Bostonu zatopił statek – transportowiec typu Liberty (7.191 BRT). Kontratak przeprowadzony za pomocą bomb głębinowych przez trawler HMS "Le Tiger" doprowadził do zatopienia U-215. Zginęła cała – 48-osobowa załoga.
W lipcu 2004 grupa kanadyjskich nurków na głębokości 90 m odnalazła wrak U-215.